# کلیوچووی لوگ
کلیوچووی لوگ (به لاتین: Klyuchevoy Log) یک منطقهٔ مسکونی در روسیه است که در باشقیرستان واقع شده‌است.